# أدن علي
أدن علي أدن(مواليد 27 سبتمبر 1988) لاعب كرة قدم قطري من أصل صومالي.
لعب سابقاً مع أندية الوكرة وأم صلال والعربي و الغرافة و المرخية و الخريطيات.

## روابط خارجية
- أدن علي على موقع Soccerway.com (الإنجليزية)